# Ex Machina (pel·lícula)
Ex Machina (2014) és un thriller psicològic de ciència-ficció escrit i dirigit per Alex Garland (debut com a director) protagonitzat per Domhnall Gleeson, Alicia Vikander i Oscar Isaac. La pel·lícula explica la història d'un programador que és convidat pel seu CEO per dur a terme un Test de Turing sobre un robot humanoide intel·ligent. Ha estat subtitulada al català.
Tenia un pressupost d'aproximadament 13.000.000 euros i va guanyar 31.000.000 euros a taquilla. El National Board of Review el va reconèixer com un dels deu millors films independents de l'any i el Premis Oscar de 2015 va honorar la pel·lícula amb l'Oscar als millors efectes visuals, pels artistes Andrew Whitehurst, Paul Norris, Mark Williams Ardington i Sara Bennett. Garland també fou nominat per l'Oscar al millor guió original, mentre l'actuació de Vikander es reconèixer amb nominacions als Globus d'Or, Premis BAFTA, Premis Empire i Premis Saturn, a més de molts premis de crítics de cinema per Millor Actriu Secundària. El film fou nominat pel BAFTA a la millor pel·lícula britànica i al Premi Hugo per la categoría de Millor Presentació Dramàtica – Llargmetratge.

## Sinopsi
El programador Caleb Smith, el qual treballa per la gran empresa del motor de cerca Blue Book, guanya un concurs de loficina per una visita d'una setmana a la luxosa i isolada casa del CEO, Nathan Bateman. Bateman viu sol, a part de la seva criada Kyoko que, segons Nathan, no parla anglès. Nathan ha construït un robot humanoide d'intel·ligència artificial anomenat Ava. Ava ha passat un test de Turing bàsic i Nathan vol que Caleb jutgi si Ava realment capaç de pensament i consciència, i si es pot relacionar amb Ava malgrat saber que és artificial.
Ava té un cos robòtic però una cara d'aparença humana, i està confinada a l'apartament. Durant les seves converses, Caleb es comença a sentir atret a Ava, i Ava expressa un interès romàntic en ell i el seu desig de viure l'experiència del món exterior. Ava li diu que pot desencadenar una apagada elèctrica en el sistema de vigilància, el qual utilitza Nathan per observar les seves interaccions, per poder parlar de manera privada. Les apagades elèctriques també provoquen que el sistema de seguretat de l'edifici bloquegi totes les portes. Durant una de les apagades, Ava li diu a Caleb que no pot confiar en Nathan, és un mentider.
Caleb comença a sentir-se incòmode pel narcissisme de Nathan, el seu consum excessiu d'alcohol, i el seu comportament derespectuós amb Kyoko i Ava. Descobreix que Nathan vol actualitzar Ava, la qual cosa implicaria que la seva personalitat actual es "mataria": s'esborraria la seva memòria i les converses amb Caleb. Caleb decideix robar a Nathan la clau de seguretat per accedir a la seva habitació i el seu ordinador després d'haver perdut el coneixement per haver begut més del compte. Caleb altera part del codi the Nathan, descobreix gravacions perturbadores de les seves relacions amb androides anteriors i descobreix que Kyoko també és un androide. Comença a sospitar les possibilitats d'ell mateix poder ser un androide, el que el porta a fer-se un tall al braç fins al punt de sagnar.
En la seva propera trobada, Ava fa un tall en l'electricitat. Caleb li explica el que Nathan vol fer i suplica l'ajuda d'Ava. Junts formen un plan: Caleb farà que Nathan s'emborratxi de nou per reprogramar el sistema de seguretat que obrin les portes en comptes de bloquejar-les. D'aquesta manera, Ava i Caleb podrien escapar junts.
Nathan revela a Caleb que ha observat la seva última conversa secreta amb una càmera de bateria. Li explica que Ava ha fingit el seu interès perquè ell l'ajudés escapar. Raona que, aquesta manipulació demostra la veritable intel·ligència d'Ava. Hi ha un tall en l'electricitat provocat per Ava i Caleb, és en aquest moment en què Caleb revela que ja sospitava que Nathan els vigilava i que el dia anterior havia modificat el sistema de seguretat. Nathan veu com Ava comença a escapar-se i li dona un cop a Caleb per aturar-la, deixant-lo en estat d'inconsciència.
Amb l'ajuda de Kyoko, Ava apunyala Nathan però Nathan desactiva Kyoko i fa malbé a Ava. Ava es repara amb parts d'androides anteriors i utilitza les pells artificials per adquirir una aparença humana total. Ava escapa en l'helicòpter que havia de portar Caleb a casa i l'abandona. Un cop arriba a la ciutat, s'incorpora en la multitud.

## Repartiment
Domhnall Gleeson com a Caleb Smith
Alicia Vikander com a Ava
Oscar Isaac com a Nathan Bateman
Sonoya Mizuno com a Kyoko

## Producció
Garland tenia al voltant de 12 anys quan va començar adquirir nocions bàsiques de programació amb un ordinador que li van comprar els seus pares. De vegades sentia que l'ordinador pensava per si mateix. Després d'anys de converses amb un amic expert en neurociència, el qual deia que les màquines mai no podien adquirir consciència, va començar a tenir idees sobre intel·ligència artificial. Durant la pre-producció de Dredd, mentre llegia un llibre de Murray Shanahan sobre la consciència, va tenir una "epifania". Es va anotar la idea per ser recuperada més endavanat. Shanahan, junt amb Adam Rutherford, esdevingueren consultors del film, i l'ISBN del seu llibre es refereix com un easter egg dins la pel·lícula. Altres pel·lícules, com ara 2001: una odissea de l'espai, Altered States, i llibres escrits per Ludwig Wittgenstein, Ray Kurzweil d'entre altres van servir de gran inspiració. Va realitzar la pel·lícula amb el pressupost mínim per tan de tenir total llibertat creativa, sense haver d'incloure seqüències convencionals d'acció.

### Rodatge
El rodatge es va inciar el 15 de juliol del 2013 i es va filmar durant més de quatre setmanes als Estudis Pinewood i durant dues setmanes al Juvet Landscape Hotel a Valldalen, Noruega. Es filmà en resolució digital 4K. Quinze mil bombetes de tungstè es van instal·lar als platós per evitar l'ús de llum fluorescent que s'acostuma utilitzar en films de ciència-ficció.
La pel·lícula es va filmar com a live-action, amb efectes especials de postproducció. Durant el rodatge, no es van utilitzar ni efectes especials, croma o sensors de moviment. Per crear les faccions robòtiques d'Ava, es van rodar escenes amb i sense la presència de l'actriu Alicia Vikander per poder captar el fons. Les parts necessàries a mantenir, especialment les seves mans i cara, es van animar mitjançant la rotoscòpia, mentre la resta del cos es va elaborar amb pintura digital i el fons recuperat. Els sistemes de captura de moviment corporal i de càmera es transferiren l'actuació de Vikander als moviments dels robots CGI. En total, hi havien vuit mil preses d'efectes especials, aproximadament tres-cents dels quals eren preses de "robots". Altres efectes especials inclouen la roba d'Ava quan es mostren a través de les parts transparents del seu cos, la sang de Nathan quan és apunyalat i els interiors dels cervells artificials.

### Música
La banda sonora per Ex Machina fou composta per Ben Salisbury i Geoff Barrow, amb qui ja havia treballat amb Garland per Dredd (2012). L'àlbum de banda sonora fou llançat per Invada Records en format digital, LP i CD. Algunes de les cançons addicionals incloses en la pel·lícula són:
- "Enola Gay" d'Orchestral Manoeuvres in the Dark
- "Get Down Saturday Night" d'Oliver Cheatham
- "Husbands" de Savages
- "Bunsen Burner" de CUTS
- "Piano Sonata No 21 D. 960 in B-flat Major" (primer moviment) composta per Franz Schubert, tocada per Alfred Brendel
- "Unaccompanied Cello Suite No 1 in G Major BWV 1007 – Prelude", composta per J.S. Bach, tocada per Yo-Yo Ma

## Estrena
Universal Studios va estrenar Ex Machina al Regne Unit el 21 de gener del 2015, després d'una preestrena al BFI Southbank el 16 de desembre del 2014 com a part de la temporada de Sci-Fi: Days of Fear and Wonder.
Tanmateix, Universal i Focus Features van negar dur a terme l'estrena del film als Estats Units i, per aquesta raó, l'empresa A24 va acceptar distrubuir-la. La pel·lícula es va projectar el 14 de març del 2015 al festival South by Southwest anterior a una estrena teatral als Estats Units el 10 d'abril del 2015 per A24.
A Espanya es va estrenar el 27 de febrer del 2015.

### Marketing
Mitjançant l'aplicació de cites Tinder, es va crear un perfil per Ava amb la imatge d'Alicia Vikander. al festival South by Southwest, el perfil d'Ava s'emparellava amb altres usuaris de Tinder, de tal manera que un xat apareixia per fer promoció del perfil d'Instagram de la pel·lícula. Segons Brent Lang, quan es comparà l'estrena d'altres pel·lícules semblants estrenades el mateix any, Ex Machina atenia els interessos de les audiències més joves.

### Resposta crítica
A la pàgina de crítiques cinematogràfiques Rotten Tomatoes, la pel·lícula té una puntuació del 92%, amb un total de 251 crítiques. L'opinió general de la pàgina diu: "Ex Machina es recolza més sobre idees que efectes, però és igualment una obra visualment polida –i una pel·lícula de ciència-ficció sorprenentment captivant." A Metacritic, el film té una puntuació de 78 sobre 100, basat en l'opinió de 42 crítics amb "crítiques generalment favorables".
La revista New Scientist va dir en una crítica de múltiples pàgines, "És estrany veure una pel·lícula sobre ciència que no pren cap presoner intel·lectualment […] és un thriller psicològico-tècnic cerebral amb estil que dona un cop de realitat a la ciència-ficció."
Un article de New Scientist suggeria que el tema era si "Ava fa que una persona conscient senti que Ava té consciència". Daniel Clement Dennett pensà que el film és una de les millors exploracions sobre si un ordinador pot generar els poders moralment rellevants d'una persona, i d'aquesta manera té un tema similar a Her. Un comentariste d'intel·ligència artificial, Azeem, ha notat que malgrat el film sembla sobre un robot que vol ser humà, és realment una història pessimista sobre les línies de l'avís de Nick Bostrom de com de difícil sera controlar intel·ligència artificial estratègica o saber què faria si fos lliure.
La crítica Manohla Dargis de The New York Times fa anomenar la pel·lícula com a la 'Tria del crític', descrivint-la com a "una pel·lícula intel·ligent i elegant sobre homes i les màquines que construeixen". Kenneth Turan de Los Angeles Times recomanà el film afirmant: "Astutament imaginada i persuasivament elaborada, Ex Machina és una peça esgarrifosa sobre la ficció especulativa que és absolutament verosímil, capaç de fer grans reflexions i aportar emoció." Steven Rea, crític de cinema pel Philadelphia Inquirer, va donar 4 de 4 estrelles a la pel·lícula, escrivint: "Tal com els stage actors que viuen i respiren els seus papers durant uns mesos, Isaac, Gleeson i Vikander es superen i hipnotitzen."
Matt Zoller Seitz de Rogerebert.com va lloar el film pel seu ús d'idees, ideals i l'exploració dels rols femenins i masculins en la societat a través de l'ús d'intel·ligència artificial. També va declarar que el guió i les escenes permetien que el film es dirigís cap a un final previsible i justificat. Li va donar una puntuació de 4 sobre 4 estrelles, explicant que la pel·lícula esdevindria un clàssic. El crític Chris Tillly d'IGN va puntuar el film amb un 9,0 sobre 10, una puntuació 'Increïble'. Va dir "Ancorat per l'actuació de tres personatges centrals brillants, és un debut directorial enlluernador que és imprescindible de veure per qualsevol persona amb el mínim interès sobre cap a on ens porta la tecnologia."
Mike Scott, escriptor per New Orleans Times-Picayune, digué "És un tema que Mary Shelley ens va portar amb Frankenstein, que es va publicar al 1818. D'això en fa 200 anys. Mentre Ex Machina substitueix els punts i els cargols al coll amb engrenatges i fibres òptiques, continua semblant la mateixa història." Jaime Perales Contreras de Letras Libres comparà Ex Machina com una experiència gòtica similar a una versió moderna de Frankenstein, "tant la novel·la Frankenstein com la pel·lícula Ex Machina comparteixen la història d'un déu capaç d'errors en una batalla constant contra la seva creació." Ignatiy Vishnevetsky de The A.V. Club criticà la manera que la ciència-ficció, cap el final, girava totalment de ser un "film d'idees" a portar-ho al "territori trivial dels thrillers slasher": "Mentre el final d'Ex Machina no és desmotivador [...], fractura gran part d'allò especial de la pel·lícula. Fins a les escenes finals, Garland crea i sustenta una atmosfera versemblant i iniquietant i d'especulació cinetífica, definida per una producció de disseny codificada en colors […] i un repartiment reduït però més que capaç." Steve Dalton de The Hollywood Reporter va dir que "La història acaba en una confusió ràpida, la qual deixa moltes preguntes sense resposta. Igual que un nou smartphone de marca, Ex Machina sembla elegant i atractiu però és bàsicament feble i manca poder. De totes maneres, els fans de les distòpies de future-shock que poden fer els ulls grossos i ignorar els seus defectes bàsics de disseny, la pel·lícula debut de Garland demostra ser una pel·lícula de ciència-ficció sensacionalista correcta."

## Premis
| Premis                                     | Premis                                                                   | Premis                                                                    | Premis    | Premis |
| Premi                                      | Categoria                                                                | Receptor i Nominats                                                       | Resultat  |        |
| ------------------------------------------ | ------------------------------------------------------------------------ | ------------------------------------------------------------------------- | --------- | ------ |
| Premis Oscar                               |                                                                          |                                                                           |           |        |
| Millor Guió Original                       | Alex Garland                                                             | Nominat                                                                   |           |        |
| Millors Efectes Especials                  | Andrew Whitehurst, Paul Norris, Mark Williams Ardington and Sara Bennett | Guanyador                                                                 |           |        |
| ADG Excellence in Production Design Award  | Excel·lència en Producció i Disseny per un Film Contemporani             | Mark Digby                                                                | Nominat   |        |
| Austin Film Critics Association            | Millor Guió Original                                                     | Alex Garland                                                              | Nominat   |        |
| Austin Film Critics Association            | Millor Primer Film                                                       | Alex Garland                                                              | Guanyador |        |
| Austin Film Critics Association            | Millor Actor Secundari                                                   | Oscar Isaac                                                               | Nominat   |        |
| Austin Film Critics Association            | Millor Actriu Secundària                                                 | Alicia Vikander                                                           | Guanyador |        |
| Austin Film Critics Association            | Artista Revelació                                                        | Alicia Vikander                                                           | Nominat   |        |
| Boston Society of Film Critics             | Millor Nou Director                                                      | Alex Garland                                                              | Guanyador |        |
| Broadcast Film Critics Association         | Millor Guió Original                                                     | Alex Garland                                                              | Nominat   |        |
| Broadcast Film Critics Association         | Millor Pel·lícula de Ciència-Ficció/Horror                               |                                                                           | Guanyador |        |
| Broadcast Film Critics Association         | Millors Efectes Especials                                                |                                                                           | Nominat   |        |
| Premis BAFTA                               | Millor Actriu Secundària                                                 | Alicia Vikander                                                           | Nominat   |        |
| Premis BAFTA                               | Millor Guió Original                                                     | Alex Garland                                                              | Nominat   |        |
| Premis BAFTA                               | Increïble Debut d'un Escriptor, Director o Productor britànic            | Alex Garland                                                              | Nominat   |        |
| Premis BAFTA                               | Film Britànic Excepcional                                                | Alex Garland, Andrew Macdonald and Allon Reich                            | Nominat   |        |
| Premis BAFTA                               | Millors Efectes Especials                                                | Mark Ardington, Sara Bennett, Paul Norris and Andrew Whitehurst           | Nominat   |        |
| Premis British Independent Film            | Millor Film Britànic Independent                                         |                                                                           | Guanyador |        |
| Premis British Independent Film            | Millor Director d'un Film Britànic Independent                           | Alex Garland                                                              | Guanyador |        |
| Premis British Independent Film            | Best Screenplay                                                          | Alex Garland                                                              | Guanyador |        |
| Premis British Independent Film            | Millor Treball d'Artesania                                               | Mark Digby – Disseny de Producció                                         | Nominat   |        |
| Premis British Independent Film            | Millor Treball d'Artesania                                               | Andrew Whitehurst – Efectes Visuals                                       | Guanyador |        |
| British Society of Cinematographers        | Millor Cinematografia en un Llargmetratge                                | Rob Hardy                                                                 | Nominat   |        |
| Central Ohio Film Critics Association      | Millor Pel·lícula                                                        |                                                                           | Nominat   |        |
| Central Ohio Film Critics Association      | Actor de l'any                                                           | Domhnall Gleeson                                                          | Finalista |        |
| Central Ohio Film Critics Association      | Actor de l'any                                                           | Alicia Vikander                                                           | Guanyador |        |
| Central Ohio Film Critics Association      | Artista Revelació                                                        | Alicia Vikander                                                           | Guanyador |        |
| Central Ohio Film Critics Association      | Millor Actriu Secundària                                                 | Alicia Vikander                                                           | Guanyador |        |
| Central Ohio Film Critics Association      | Millor Actor Secundari                                                   | Oscar Isaac                                                               | Finalista |        |
| Central Ohio Film Critics Association      | Millor Guió Original                                                     | Alex Garland                                                              | Nominat   |        |
| Central Ohio Film Critics Association      | Millor Equip                                                             | Domhnall Gleeson, Alicia Vikander, Oscar Isaac and Sonoya Mizuno          | Nominat   |        |
| Chicago Film Critics Association           | Millor Guió Original                                                     | Alex Garland                                                              | Nominat   |        |
| Chicago Film Critics Association           | Director més Prometedor                                                  | Alex Garland                                                              | Guanyador |        |
| Chicago Film Critics Association           | Millor Actriu Secundària                                                 | Alicia Vikander                                                           | Guanyador |        |
| Costume Designers Guild Awards             | Excel·lència en Pel·lícula Fantàstica                                    | Sammy Sheldon Differ                                                      | Nominat   |        |
| Dallas–Fort Worth Film Critics Association | Millor Actriu Secundària                                                 | Alicia Vikander                                                           | Finalista |        |
| Directors Guild of America Award           | Direcció Excepcional – Primer Llargmetratge                              | Alex Garland                                                              | Guanyador |        |
| Premis Empire                              | Millor Actriu                                                            | Alicia Vikander                                                           | Nominat   |        |
| Premis Globus d'Or                         | Millor Actriu Secundària – Llargmetratge                                 | Alicia Vikander                                                           | Nominat   |        |
| Premis Hugo                                | Millor Presentació Dramàtica – Format Llarg                              | Alex Garland                                                              | Nominat   |        |
| Irish Film and Television Awards           | Millor Actor Protagonista – Pel·lícula                                   | Domhnall Gleeson                                                          | Nominat   |        |
| Irish Film and Television Awards           | Millor Film Internacional                                                |                                                                           | Nominat   |        |
| London Film Critics' Circle                | Actor Secundari de l'any                                                 | Oscar Isaac                                                               | Nominat   |        |
| London Film Critics' Circle                | Actriu Secundària de l'any                                               | Alicia Vikander                                                           | Nominat   |        |
| London Film Critics' Circle                | Cineasta Britànic/Irlandès Revelació                                     | Alex Garland                                                              | Nominat   |        |
| London Film Critics' Circle                | Premi Assoliment Tècnic                                                  | Andrew Whitehurst                                                         | Nominat   |        |
| MTV Movie Awards                           | Millor Actuació Femenina                                                 | Alicia Vikander                                                           | Nominat   |        |
| National Board of Review                   | Top 10 Films Independents                                                |                                                                           | Guanyador |        |
| Online Film Critics Society                | Millor Actor Secundari                                                   | Oscar Isaac                                                               | Guanyador |        |
| Producers Guild of America Award           | Millor Pel·lícula Dramàtica                                              |                                                                           | Nominat   |        |
| San Diego Film Critics Society             | Millor Film                                                              |                                                                           | Finalista |        |
| San Diego Film Critics Society             | Millor Actriu                                                            | Alicia Vikander                                                           | Nominat   |        |
| San Diego Film Critics Society             | Artista Revelació                                                        | Alicia Vikander                                                           | Finalista |        |
| San Diego Film Critics Society             | Cos de Treball (i altres)                                                | Alicia Vikander                                                           | Guanyador |        |
| San Diego Film Critics Society             | Millor Actor Secundari                                                   | Oscar Isaac                                                               | Finalista |        |
| San Diego Film Critics Society             | Millor Guió Original                                                     | Alex Garland                                                              | Nominat   |        |
| San Diego Film Critics Society             | Millor Disseny de Producció                                              | Mark Digby                                                                | Nominat   |        |
| San Diego Film Critics Society             | Millor Disseny de So                                                     |                                                                           | Nominat   |        |
| San Diego Film Critics Society             | Millors Efectes Especials                                                |                                                                           | Nominat   |        |
| Saturn Award                               | Millor Pel·lícula de Ciència-Ficció                                      |                                                                           | Nominat   |        |
| Saturn Award                               | Millor Director                                                          | Alex Garland                                                              | Nominat   |        |
| Saturn Award                               | Millor Guió                                                              | Alex Garland                                                              | Nominat   |        |
| Saturn Award                               | Millor Actor                                                             | Domhnall Gleeson                                                          | Nominat   |        |
| Saturn Award                               | Millor Actriu Secundària                                                 | Alicia Vikander                                                           | Nominat   |        |
| Saturn Award                               | Millors Efectes Especials                                                | Mark Williams Ardington, Sara Bennett, Paul Norris, and Andrew Whitehurst | Nominat   |        |
| Toronto Film Critics Association           | Millor Primer Film                                                       | Alex Garland                                                              | Guanyador |        |
| Toronto Film Critics Association           | Millor Actriu Secundària                                                 | Alicia Vikander                                                           | Guanyador |        |